# Chrystian VIII Oldenburg
Chrystian VIII Fryderyk (Christian VIII Frederik), (ur. 18 września 1786 w Kopenhadze, zm. 20 stycznia 1848 tamże) – król Danii i książę Saksonii-Lauenburga 1839–1848 oraz król Norwegii w 1814 jako Christian Fryderyk

## Życiorys
Syn księcia Fryderyka i Zofii, jego dziadkami byli: król Danii i Norwegii Fryderyk V Oldenburg i Juliana Maria brunszwicka oraz Ludwik z Meklemburgii-Schwerin i Charlotta Zofia z Saksonii-Coburga-Saalfeld.
W 1810 poślubił swoją kuzynkę – Charlottę Fryderykę z Meklemburgii-Schwerin, córkę Fryderyka Franciszka I – wielkiego księcia Meklemburgii-Schwerinu i jego żony – Ludwiki, księżnej Saksonii-Gothy. Z tego małżeństwa urodził się Fryderyk VII. Drugą żoną Christiana była Karolina Amelia Oldenburg, z którą nie miał dzieci.
W maju 1814 roku obrany na króla niezależnej Norwegii, w październiku tego roku stracił tron norweski na rzecz Karola XIII (jako Karola II w Norwegii).
Był ostatnim koronowanym monarchą Danii, jego koronacja odbyła się 28 lipca 1840 na zamku Frederiksborg.

## Odznaczenia
- Wielki Mistrz Orderu Słonia (odznaczony w 1787)[2]
- Wielki Mistrz Orderu Danebroga (Wielki Komandor od 1828)[3]
- Krzyż Srebrny Orderu Danebroga
- Order Królewski Serafinów (Szwecja)[2]
- Order Świętego Andrzeja (Rosja)[2]
- Order Świętego Huberta (Bawaria)[2]
- Order Domowy Oldenburg[2]
- Order Orła Czarnego (Prusy)[2]
- Order Złotego Runa (Hiszpania)[2]
- Order Świętego Jerzego (Hanower)[2]
- Wstęga Trzech Orderów (Portugalia):
  - Krzyż Wielki Orderu Chrystusa[2]
  - Krzyż Wielki Orderu św. Benedykta z Avis[2]
  - Krzyż Wielki Orderu św. Jakuba od Miecza[2]
- Krzyż Wielki Orderu Korony (Wirtembergia)[2]
- Krzyż Wielki Orderu św. Stefana (Węgry)[2]
- Wielka Wstęga Orderu Leopolda (Belgia)[2]
- Krzyż Wielki Orderu Legii Honorowej (Francja)[2]

| Prapradziadkowie                                            | król Danii i Norwegii Fryderyk IV Oldenburg (1671-1730) ∞1695 Ludwika meklemburska (1667-1721)          | Krystian Henryk Hohenzollern (1661-1708) ∞1687 Zofia Krystyna Wolfstein (1667-1737)                     | Ferdynand Albrecht I z Brunszwiku-Lüneburga (1636-1687) ∞1667 Krystyna Wilhelmina z Hesji-Eschwege (1648–1702)       | Ludwik Rudolf z Brunszwiku-Lüneburga (1671-1735) ∞1690 Krystyna Luiza Oettingen (1671-1747)                          | Fryderyk z Meklemburgii-Grabow (1638–1688) ∞1671 Krystyna Wilhelmina z Hesji-Homburg (1653-1722)        | Adolf Fryderyk II z Meklemburgii (1658-1708) ∞1684 Maria z Meklemburgii-Güstrow (1659-1701))            | Jan Ernest IV (1658-1729) ∞1690 Charlotta Joanna Waldeck-Wildungen (1644-1699)                          | Ludwik Fryderyk I z Schwarzburga-Rudolstadt (1667-1718) ∞1691 Anna Zofia z Saksonii-Gothy-Altenburga (1670-1728) |
| Pradziadkowie                                               | król Danii i Norwegii Chrystian VI Oldenburg (1699-1746) ∞1721 Zofia Magdalena Hohenzollern (1700-1770) | król Danii i Norwegii Chrystian VI Oldenburg (1699-1746) ∞1721 Zofia Magdalena Hohenzollern (1700-1770) | Ferdynand Albrecht II z Brunszwiku-Lüneburga (1680-1735) ∞1712 Antonina Amalia z Brunszwiku-Wolfenbüttel (1696–1762) | Ferdynand Albrecht II z Brunszwiku-Lüneburga (1680-1735) ∞1712 Antonina Amalia z Brunszwiku-Wolfenbüttel (1696–1762) | Chrystian Ludwik II Meklemburski (1683-1756) ∞1714 Gustawa Karolina z Meklemburgii-Strelitz (1694−1748) | Chrystian Ludwik II Meklemburski (1683-1756) ∞1714 Gustawa Karolina z Meklemburgii-Strelitz (1694−1748) | Franciszek Jozjasz (1697-1764) ∞1723 Anna Zofia Schwarzburg-Rudolstadt (1700-1780)                      | Franciszek Jozjasz (1697-1764) ∞1723 Anna Zofia Schwarzburg-Rudolstadt (1700-1780)                               |
| Dziadkowie                                                  | Król Danii Fryderyk V Oldenburg (1723-1766) ∞1752 Juliana Maria brunszwicka (1729-1796)                 | Król Danii Fryderyk V Oldenburg (1723-1766) ∞1752 Juliana Maria brunszwicka (1729-1796)                 | Król Danii Fryderyk V Oldenburg (1723-1766) ∞1752 Juliana Maria brunszwicka (1729-1796)                              | Król Danii Fryderyk V Oldenburg (1723-1766) ∞1752 Juliana Maria brunszwicka (1729-1796)                              | Ludwik z Meklemburgii-Schwerin (1725-1778) ∞1755 Charlotta Zofia z Saksonii-Koburg-Saalfeld (1731-1810) | Ludwik z Meklemburgii-Schwerin (1725-1778) ∞1755 Charlotta Zofia z Saksonii-Koburg-Saalfeld (1731-1810) | Ludwik z Meklemburgii-Schwerin (1725-1778) ∞1755 Charlotta Zofia z Saksonii-Koburg-Saalfeld (1731-1810) | Ludwik z Meklemburgii-Schwerin (1725-1778) ∞1755 Charlotta Zofia z Saksonii-Koburg-Saalfeld (1731-1810)          |
| Rodzice                                                     | Fryderyk Oldenburg (1753-1805) ∞1774 Zofia z Meklemburgii-Schwerinu (1758-1794)                         | Fryderyk Oldenburg (1753-1805) ∞1774 Zofia z Meklemburgii-Schwerinu (1758-1794)                         | Fryderyk Oldenburg (1753-1805) ∞1774 Zofia z Meklemburgii-Schwerinu (1758-1794)                                      | Fryderyk Oldenburg (1753-1805) ∞1774 Zofia z Meklemburgii-Schwerinu (1758-1794)                                      | Fryderyk Oldenburg (1753-1805) ∞1774 Zofia z Meklemburgii-Schwerinu (1758-1794)                         | Fryderyk Oldenburg (1753-1805) ∞1774 Zofia z Meklemburgii-Schwerinu (1758-1794)                         | Fryderyk Oldenburg (1753-1805) ∞1774 Zofia z Meklemburgii-Schwerinu (1758-1794)                         | Fryderyk Oldenburg (1753-1805) ∞1774 Zofia z Meklemburgii-Schwerinu (1758-1794)                                  |
| Chrystian VIII Oldenburg (1786-1848), król Danii i Norwegii | | | | | | | | |